# Metaphosphate

Beispiel: Trimetaphosphat

Metaphosphate sind Kondensationsprodukte der ortho-Phosphorsäure (H3PO4) mit der Summenformel (M'PO3)n. (M': einwertiges Kation)
Im Unterschied zu Polyphosphaten lagern sich Metaphosphate zu Ringmolekülen zusammen. Als Beispiel ist der 6-Ring des Trimetaphosphats dargestellt. Tetrametaphosphate bilden einen analogen 8-Ring. 
Trimetaphosphate wurden früher u. a. in Waschmitteln zur Wasserenthärtung eingesetzt; heute werden aufgrund der Düngewirkung der Phosphate und der daraus folgenden Eutrophierung von Gewässern, was zu übermäßigem Algenwachstum führt, stattdessen Zeolithe (Gerüstsilikate, wie z. B. Zeolith A) verwendet.
Metaphosphate können als Alternative zu weißem Phosphor in organischen Synthesen verwendet werden.